# Masanori Hirasawa
| Odkryte planetoidy: 52 (wspólnie z Shoheim Suzuki) | Odkryte planetoidy: 52 (wspólnie z Shoheim Suzuki) |
| -------------------------------------------------- | -------------------------------------------------- |
| (6416) Nyukasayama                                 | 14 listopada 1993                                  |
| (6499) Michiko                                     | 27 października 1992                               |
| (6918) Manaslu                                     | 20 marca 1993                                      |
| (7028) Tachikawa                                   | 4 grudnia 1993                                     |
| (7067) Kiyose                                      | 4 grudnia 1993                                     |
| (7353) Kazuya                                      | 6 stycznia 1995                                    |
| (7891) Fuchie                                      | 11 listopada 1994                                  |
| (7892) Musamurahigashi                             | 27 listopada 1994                                  |
| (8100) Nobeyama                                    | 4 grudnia 1993                                     |
| (8200) Souten                                      | 7 stycznia 1994                                    |
| (8530) Korbokkur                                   | 25 października 1992                               |
| (8551) Daitarabochi                                | 11 listopada 1994                                  |
| (8702) Nakanishi                                   | 14 listopada 1993                                  |
| (9197) Endo                                        | 24 listopada 1992                                  |
| (9350) Waseda                                      | 13 października 1991                               |
| (9386) Hitomi                                      | 5 grudnia 1993                                     |
| (10171) Takaotengu                                 | 7 marca 1995                                       |
| (10617) Takumi                                     | 25 października 1997                               |
| (10837) Yuyakekoyake                               | 6 marca 1994                                       |
| (13162) Ryokkochigaku                              | 22 października 1995                               |
| (14036) Yasuhirotoyama                             | 5 marca 1995                                       |
| (14037) Takakikasahara                             | 5 marca 1995                                       |
| (14425) Fujimimachi                                | 13 października 1991                               |
| (14495) 1995 AK1                                   | 6 stycznia 1995                                    |
| (14999) 1997 VX8                                   | 9 listopada 1997                                   |
| (15336) 1993 UC3                                   | 22 października 1993                               |
| (15352) 1994 VB7                                   | 11 listopada 1994                                  |
| (15797) 1993 UD3                                   | 22 października 1993                               |
| (15798) 1993 VZ4                                   | 14 listopada 1993                                  |
| (15833) 1995 CL1                                   | 3 lutego 1995                                      |
| (15919) 1997 UA22                                  | 25 października 1997                               |
| (16704) 1995 ED8                                   | 7 marca 1995                                       |
| (18457) 1995 EX7                                   | 5 marca 1995                                       |
| (19246) 1994 EL7                                   | 14 marca 1994                                      |
| (19254) 1994 VD7                                   | 11 listopada 1994                                  |
| (20114) 1995 UQ44                                  | 26 października 1995                               |
| (22385) Fujimoriboshi                              | 14 marca 1994                                      |
| (23591) 1995 UP44                                  | 26 października 1995                               |
| (26982) 1997 UY21                                  | 25 października 1997                               |
| (27826) 1993 WQ                                    | 22 listopada 1993                                  |
| (27827) Ukai                                       | 9 grudnia 1993                                     |
| (28223) 1998 YR27                                  | 27 grudnia 1998                                    |
| (29342) 1995 CF1                                   | 3 lutego 1995                                      |
| (30962) 1994 VH7                                   | 11 listopada 1994                                  |
| (30968) 1995 AM1                                   | 6 stycznia 1995                                    |
| (32914) 1995 AG1                                   | 6 stycznia 1995                                    |
| (35371) Yokonozaki                                 | 25 października 1997                               |
| (37675) 1995 AJ1                                   | 6 stycznia 1995                                    |
| (39612) 1993 XE1                                   | 5 grudnia 1993                                     |
| (39659) 1995 UO44                                  | 26 października 1995                               |
| (42599) 1997 UT22                                  | 25 października 1997                               |
| (58284) 1993 VW3                                   | 14 listopada 1993                                  |

Masanori Hirasawa (jap. 平沢正規 Hirasawa Masanori) – japoński astronom, nauczyciel astronomii i geologii w szkole średniej w Tokio. W latach 1991–1998 wspólnie z Shōheim Suzuki odkrył 52 planetoidy.